# Валле-д’Алезани
Валле-д’Алезани (фр. Valle-d'Alesani, корс. E Valle d'Alisgiani) — коммуна во Франции, находится в регионе Корсика. Департамент коммуны — Верхняя Корсика. Входит в состав кантона Кастаньичча. Округ коммуны — Корте.
Код INSEE коммуны — 2B334.

## Население
Население коммуны на 2008 год составляло 144 человека.
| 1962 | 1968 | 1975 | 1982 | 1990 | 1999 | 2008 |
| ---- | ---- | ---- | ---- | ---- | ---- | ---- |
| 212  | 250  | 213  | 192  | 142  | 124  | 144  |

## Экономика
В 2007 году среди 84 человек в трудоспособном возрасте (15—64 лет) 47 были экономически активными, 37 — неактивными (показатель активности — 56,0 %, в 1999 году было 54,3 %). Из 47 активных работали 38 человек (26 мужчин и 12 женщин), безработных было 9 (7 мужчин и 2 женщины). Среди 37 неактивных 2 человека были учениками или студентами, 16 — пенсионерами, 19 были неактивными по другим причинам.